# 平基毛蕨
平基毛蕨（学名：Cyclosorus flaccidus），为金星蕨科毛蕨属下的一个种。其种加词“flaccidus”意为“疲软的”。
现接受名为展羽毛蕨（Christella evoluta (C.B.Clarke ex Bedd.) Holttum, 1974）。